# نصف‌النهار ۲۴ درجه غربی
نصف‌النهار ۲۴ درجه غربی ۲۴مین نصف‌النهار غربی از گرینویچ است که از لحاظ زمانی 1ساعت و 36دقیقه با گرینویچ اختلاف زمانی دارد.
این نصف‌النهار از قطب شمال شروع و از مناطق زیر گذشته و به قطب جنوب ختم می‌شود.
- گرینلند
- اقیانوس اطلس